# Taulhac-près-le-Puy
Pour les articles homonymes, voir Le Puy.
Ne doit pas être confondu avec Tailhac.
Taulhac-près-le-Puy est une ancienne commune française du département de la Haute-Loire. Elle fait partie de la commune du Puy-en-Velay depuis 1965.

## Histoire
Constituée sous le nom de Taulhac en 1790, elle prend le nom de Taulhac-près-le-Puy en 1937.
Le 20 février 1965, la commune de Taulhac-près-le-Puy est rattachée à celle du Puy sous le régime de la fusion simple,.